# Bereküntészek
Bereküntészek, ókori phrügiai néptörzs, amely teljesen beolvadt a görög lakosságba. Egy puszpángfában bővelkedő vidéket, amely a káriai és a lüdiai határon terült el, róluk neveztek Berecyntius tractusnak. Szinopé lakosainál a keleti szél neve bereküntiasz volt, a szélnek e nevét ők nyilván anyavárosuktól, Milétosztól kölcsönözték, mivel ettől esett az említett vidék kelet felé. Az ókorban a költők (például Horatius) gyakran alkalmazták a Berecyntius jelzőt a Phrygius jelző helyett, hasonlóképp a maga mater Deum helyett Berecyntia matert mondtak. Az ókori földrajztudósok (például Sztrabón) szerint Berecyntus néven volt egy város vagy erődített település a Sangarius folyó mellett, valamint ismertek egy Berecyntus nevű hegyet is.